# Filemon Wesselink

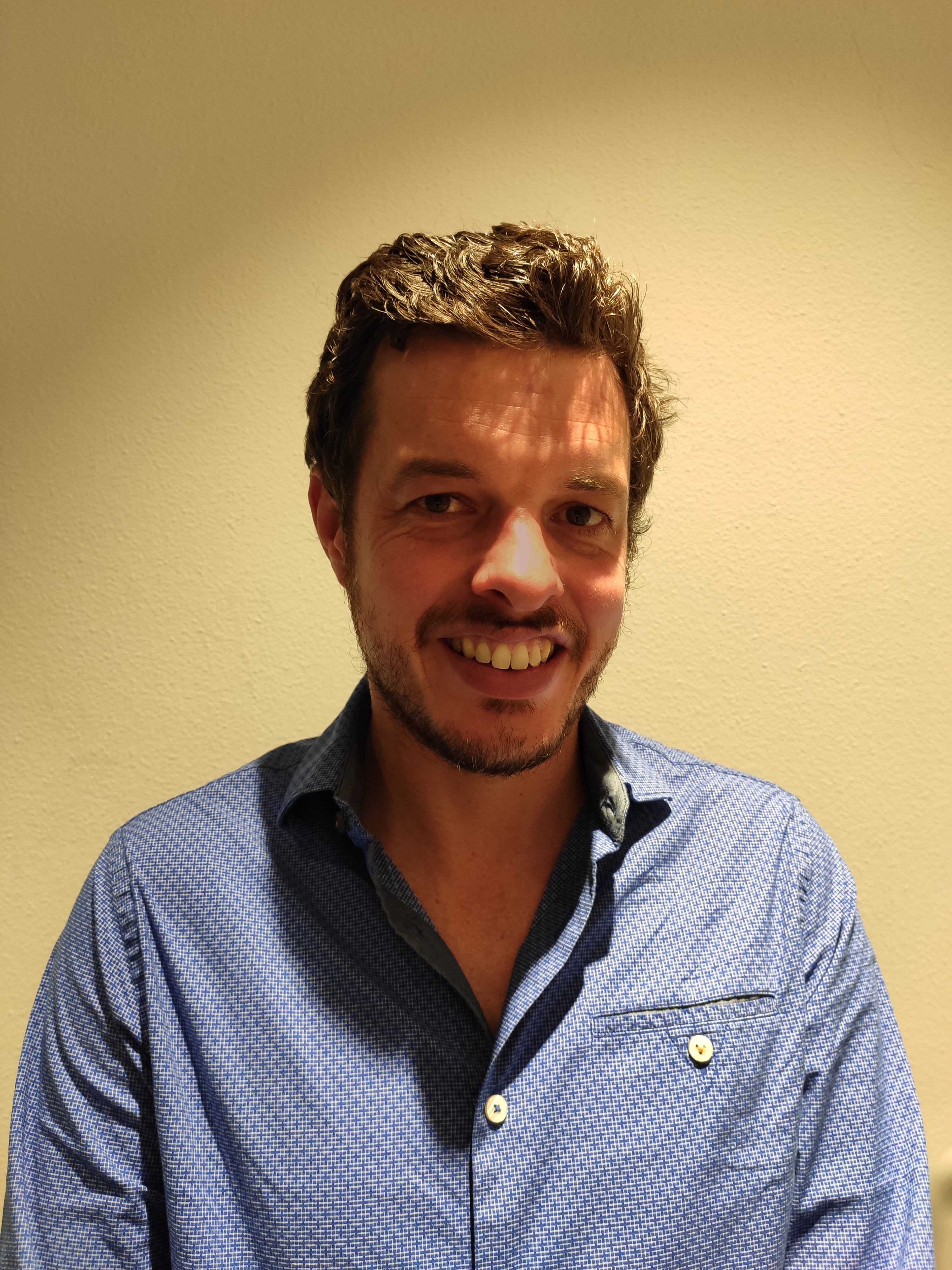
Filemon Wesselink, 2019

Filemon Wesselink (* 24. März 1979 in Zutphen, Niederlande) ist ein niederländischer Fernsehmoderator. Er arbeitet für den Sender BNN und ist für seinen kontrovers-offenen Umgang mit Themen wie Drogen und Sex bekannt.

## Leben
Wesselink entdeckte in der Schule seine Liebe zu Theater und TV, bevor er an der Academie voor Kunst en Industrie in Enschede Medienwissenschaften studierte. Seine Karriere begann mit einem Praktikum bei BNN, wo er zuerst Radiosendungen moderierte. Am 6. Mai 2002 wurde er schlagartig berühmt, als er das letzte Interview mit dem Politiker Pim Fortuyn führte, ehe Fortuyn von Volkert van der Graaf ermordet wurde. Wesselink war wider Willen „bekanntester Praktikant der Niederlande“.
Daraufhin (aber nicht deswegen, wie Wesselink stets anmerkt) stieg er Vollzeit bei BNN ein. Im Jahre 2004 debütierte er mit der Serie I Love the Betuwe. Dort spielte Wesselink einen Provinzjungen, der sich in der Stadt durchschlagen muss, und kommentierte: „Schauspielerei war ok, aber die Menschen hatten es lieber, wenn ich ich selbst war.“
Er etablierte sich ein Jahr später, indem er die Fußball-U20-Weltmeisterschaft in den Niederlanden kommentierte. Ende 2005 begann Wesselink mit Sophie Hilbrand die Aufklärungsserie Spuiten en Slikken. In der Sendung, in der Sex und Drogen ohne jegliche Tabus thematisiert wurden, übernahm er den Drogen-Teil. In wöchentlichen Rhythmus nahm Wesselink Drogen wie Alkohol, Marihuana, Kokain, halluzinogene Pilze oder LSD und demonstrierte schonungslos die jeweiligen Wirkungen und Nebenwirkungen (inklusive Durchfall, Erbrechen u. a.). Lediglich Heroin ließ er wegen „unüberblickbarer Risiken“ aus. Bei dieser Sendung, die bis heute läuft, ist er mittlerweile Hauptmoderator. Er selbst hat nach eigenen Angaben nur bei einem Tabuthema Scham gespürt: Zum Thema „weibliche Ejakulation“ wurde eine Frau vor laufenden Kameras zu einem Orgasmus getrieben: „Das war hart an der Grenze … ich habe Hunde beim Tierarzt gesehen, die weniger hart angepackt worden waren … aber wir machen eine Sexsendung, da ist nicht alles lieb und nett.“
2006 startete er mit diversen anderen BNN-Moderatoren die Sendung Try Before You Die, einer Mutprobensendung. Wesselink arbeitete u. a. in einem Pornofilm, als lebende Kanonenkugel, als BDSM-Sklave, als Kickbox-Sparringspartner, und übernachtete in Sibirien in einem Zelt bei −55 Grad Celsius. Später im Jahr moderierte er Lijst 0, eine politische Sendung für Teenager. Im Rahmen dieser Sendung ließ sich Wesselink in die Liste der Partei GroenLinks wählen.
In den Jahren 2007 bis heute blieb Wesselink Spuiten en Slikken und Try Before You Die treu. Daneben machte er im Horrorfilm Complexx sein Schauspieldebüt und erschien in der Adventureshow Crazy 88. Gegenwärtig arbeitet Wesselink in der Sendung Afkicken (dt.: Entzugskur), einer Reality-TV-Sendung über eine Gruppe Drogenabhängiger, die clean werden wollen.

## Reputation

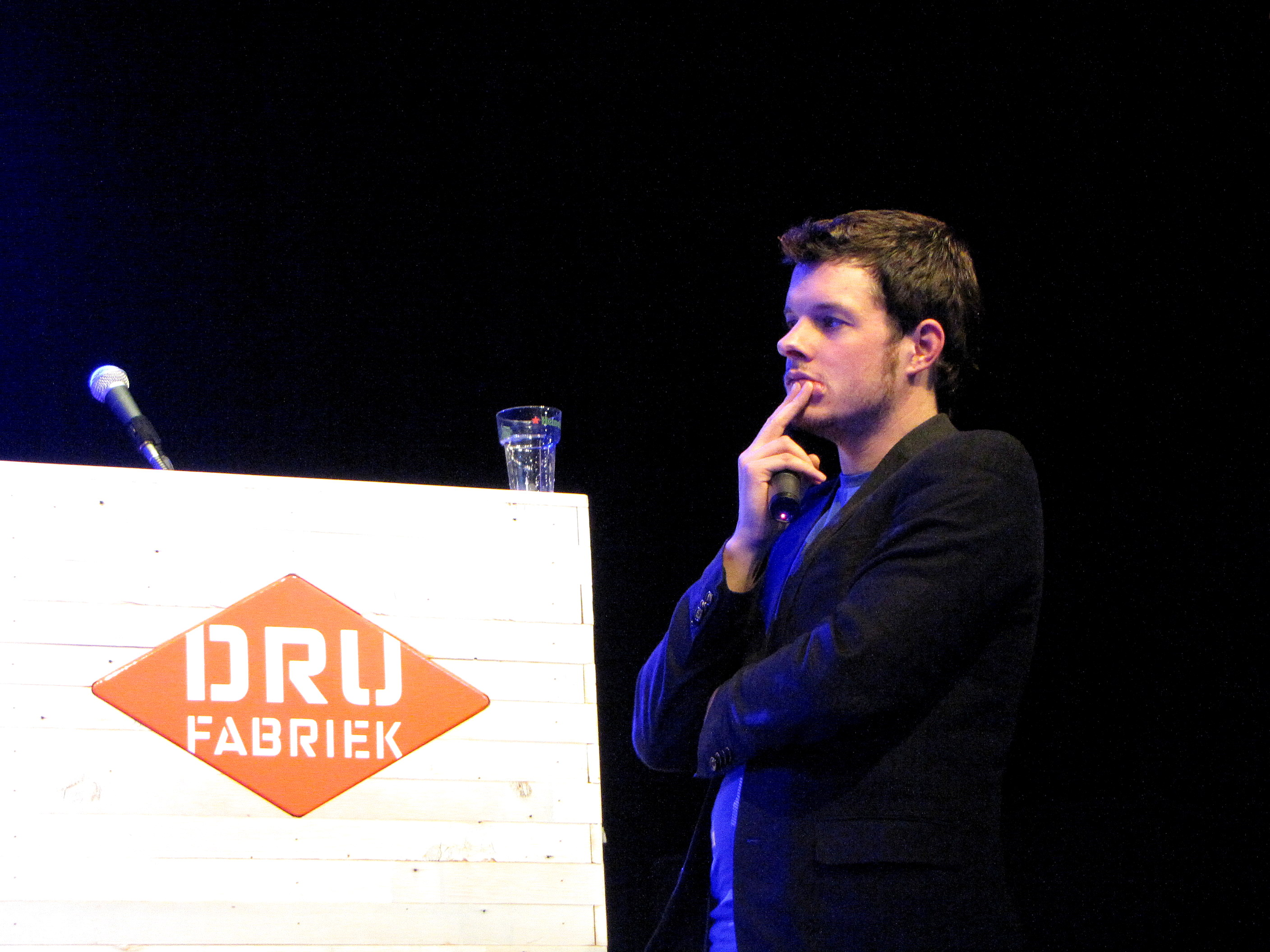
In der DRU-fabriek in Ulft 2010, auf einem Informationsabend zum Thema Jugend und Alkohol

Obwohl Wesselink vor laufenden Bildschirmen viele Tabus gebrochen hat, gilt er als einer der beliebtesten und glaubwürdigsten Moderatoren in den Niederlanden. Wesselink selbst berichtet von „Jugendlichen, die mir freiwillig die Taschen mit Drogen füllen“ sowie von „Mütter[n], die mich als perfekten Schwiegersohn bewundern“. Er ist von dieser Beliebtheit selbst überrascht und führt dies darauf zurück, dass er wegen „einer Mischung aus Tollpatschigkeit und Schamlosigkeit“ als „ehrlicher Typ“ rüberkomme.

## Liste von Sendungen
- I Love the Betuwe
- Spuiten en Slikken
- Try Before You Die
- Lijst 0
- Crazy 88
- Afkicken
- Complexx (TV-Film)

## Privatleben
Wesselink ist ältester Sohn einer siebenköpfigen Familie. Seine Kindheit verbrachte er ländlich auf einem Bauernhof. Obwohl er als Tabubrecher gilt, beschreibt er sich selbst als „ziemlich prüde“: er hat eine feste Freundin, besucht gerne klassische Konzerte und spielt Klavier. Er besitzt einen HAVO-Abschluss. Wesselink ist außerdem Radsport-Fan und war bei der Tour de France diverse Male als Gastkommentator aktiv.
Politisch identifizierte er sich am meisten mit Gerrit Zalm und stand Rita Verdonk kritisch gegenüber. Zudem plädiert er für eine Aufhebung des Verbots halluzinogener Pilze.